# 青春はリストカット
「青春はリストカット」は、日本のヴィジュアル系バンド、R指定が2013年4月24日に発売した、通算14枚目となるシングル。

## 概要
- 前作「スロウデイズ」から3か月後にリリースされた。
- 通常盤と初回限定盤の2形態でのリリースで、初回限定盤には表題曲「青春はリストカット」のPVとメイキング映像が収録されたDVDが封入されている。

## 収録曲

### CD

#### 初回限定盤
1. 青春はリストカット
同じタイトルの楽曲が、7thシングル「波瀾万丈、椿唄」のカップリング曲(通常盤のみ)に収録されているが、本楽曲とは恐らく無関係である。
ライブ・ビデオ集『映像盤。参』には、アルバムツアー『R-shitei oneman tour 2013 世界の終わり』の2013年7月21日のZepp DiverCity Tokyo公演のライブの映像が収録されている。なお、本楽曲のPVは本作の他にも、ビデオ・クリップ集『映像盤。弐』にも、収録されている。
2. バイバイ。

#### 通常盤
1. 青春はリストカット
2. みんな死ね
通常盤のみの収録。
3. バイバイ。

### 初回限定盤DVD
1. 青春はリストカット PV
2. 青春はリストカット PV Making

## 収録アルバム
オリジナルアルバム
- 『VISUAL IS DEAD』(#1)

## 収録映像作品
PV収録作品
- 『映像盤。弐』(#1)

ライブ映像収録
- 『映像盤。参』(#1)